# Martin Kober

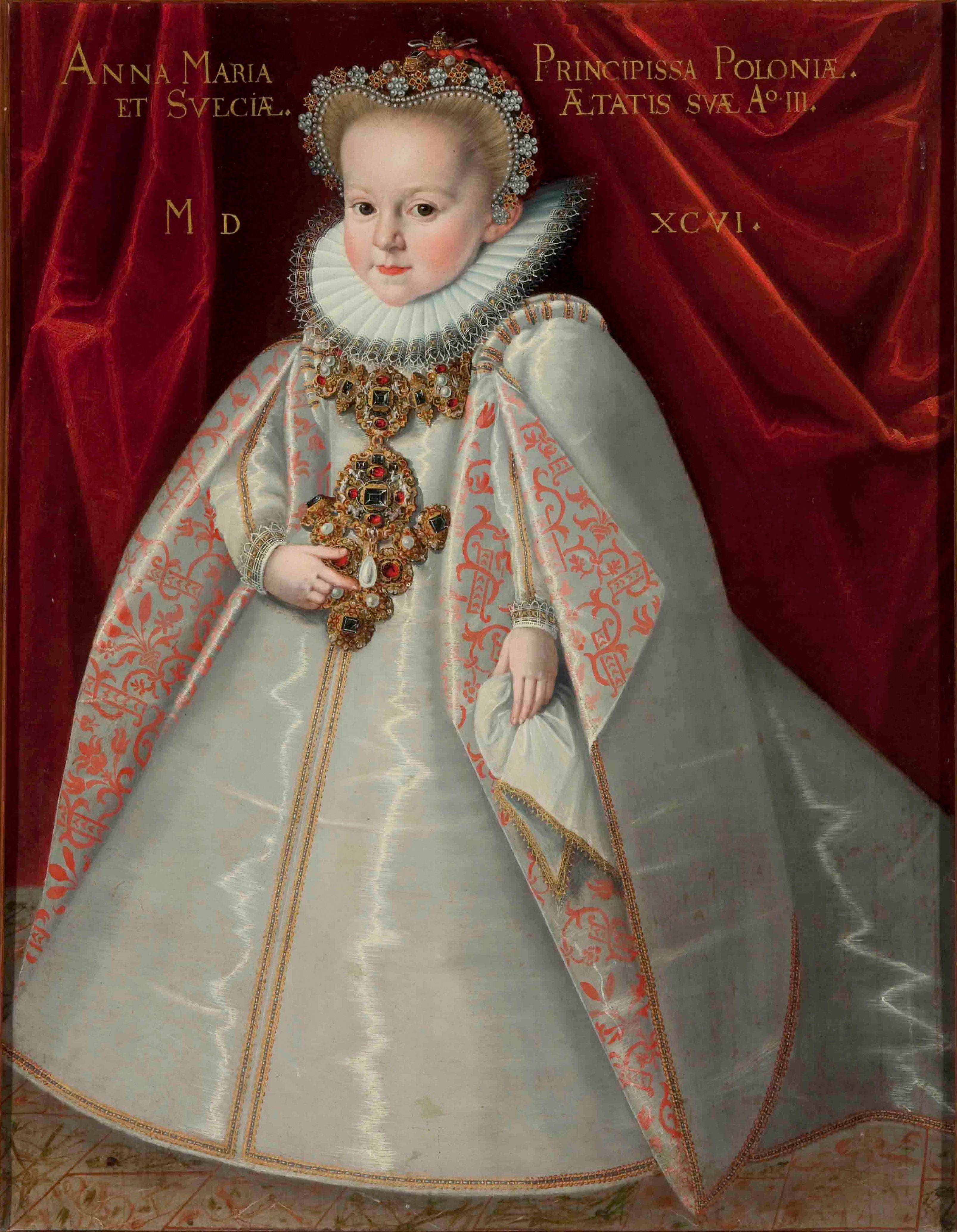
Ana María Vasa, óleo sobre lienzo, 100 x 88,5 cm, Madrid, Monasterio de las Descalzas Reales.

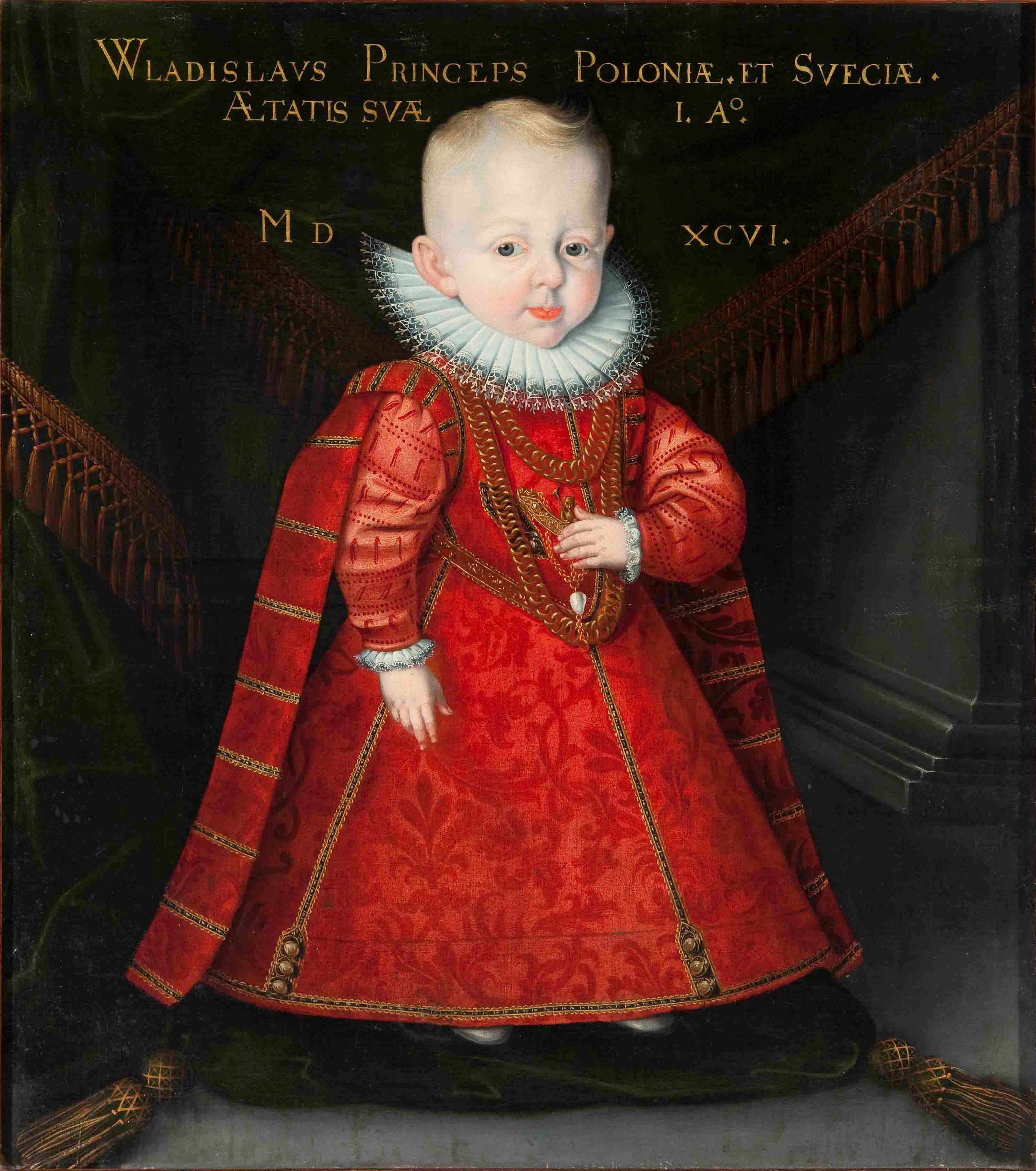
Vladislao Vasa, óleo sobre lienzo, 100 x 88 cm, Madrid, Monasterio de las Descalzas Reales.

Martin o Marcin Kober (Breslavia, c. 1550-Cracovia o Varsovia antes del 9 de noviembre de 1598) fue un pintor manierista de Silesia activo en Polonia, donde trabajó como retratista de la corte.

## Biografía
Formado en Alemania, en 1583 pasó a Polonia donde entró a trabajar al servicio de Esteban I Báthory a quien retrató ese mismo año en su corte de Cracovia. A la muerte de su patrón en 1585 retornó a su ciudad natal por un corto espacio de tiempo, pues en 1587 se encontraba en Praga al servicio del emperador Rodolfo II, que lo liberó de las obligaciones gremiales por las que al parecer se había visto obligado a abandonar Breslavia, al chocar con otros maestros, pero en 1590 volvió a Cracovia donde se estableció definitivamente como pintor ahora de Segismundo III Vasa.

## Obra
Considerado iniciador del retrato de corte en Polonia, centrado en la figura del personaje retratado, toda su producción conocida está formada por retratos, encabezados por el citado de Esteban I Báthory, conservado en el Museo de los Hermanos Misioneros de Cracovia. Retratos de los miembros de la familia real polaca guardan el Castillo de Wawel en Cracovia, el Kunsthistorisches Museum de Viena (retrato de Segismundo III Vasa) y la Alte Pinakothek de Múnich (Ana de Austria). Los retratos de dos hijos del matrimonio formado por Segismundo y Ana, fechados en 1596, se conservan en el Monasterio de las Descalzas Reales de Madrid, donados probablemente por la tía de los pequeños, Margarita de Austria, hermana de Ana y esposa de Felipe III de España:  Vladislao, futuro rey de Polonia y gran duque de Lituania, de un año, con la inscripción «WLADISLAVS PRINCEPS POLONIAE. ET SVECIAE. / ÆTATIS SVÆ I Aº / MDXCVI», y su hermana Ana María de tres años, con la inscripción «ANNA MARIA PRINCIPISSA POLONIAE. / ET SVECIAE. ÆTATIS SVÆ Aº III. / MDXCVI».